# Corruíra-dos-cactos
A corruíra-dos-cactos (Campylorhynchus brunneicapillus) é uma espécie de corruíra endêmica dos desertos do sudoeste dos Estados Unidos e do norte e centro do México. É a ave do estado do Arizona e a maior corruíra dos Estados Unidos. Sua plumagem é marrom, com manchas pretas e brancas como marcações. Possui uma listra superciliar branca característica que se estende até a nuca. O peito é branco, enquanto as partes inferiores são cor de canela. Ambos os sexos têm aparência semelhante. A cauda, bem como as penas de voo, são barradas em preto e branco. Seu canto é um chilreio alto e rouco, semelhante, na descrição de alguns ornitólogos, ao som de um motor de carro que não dá partida. Ela está bem adaptada ao seu ambiente desértico nativo, e as aves conseguem suprir suas necessidades de água com sua dieta, que consiste principalmente de insetos, mas também de algumas plantas. A corruíra-dos-cactos voa mal e geralmente procura alimentos no chão. Os ornitólogos geralmente reconhecem sete subespécies, com a taxonomia exata em disputa.
Seu nome comum deriva do fato de frequentar cactos do deserto, como o saguaro e a Cylindropuntia, construindo ninhos, empoleirando-se e buscando proteção contra predadores entre eles. Seus ninhos volumosos e globulares são construídos com material vegetal e forrados com penas. Eles não migram; em vez disso, estabelecem e defendem os territórios em torno de seus ninhos, onde vivem o ano todo. Vivem em pares ou em grupos familiares do final da primavera até o inverno. Os pares são monogâmicos; em cada época de reprodução, os machos constroem os ninhos, as fêmeas incubam os ovos e ambos os pais alimentam os filhotes.
As populações diminuíram à medida que a espécie enfrenta ameaças relacionadas às atividades humanas e à destruição de habitat, embora a espécie continue abundante. A fragmentação do habitat e o fogo têm sido uma preocupação especial, pois a corruíra-dos-cactos demora a se dispersar em novos habitats. As espécies introduzidas também prejudicaram as populações. Os gatos-ferais caçam muitas aves em ambientes urbanos, e as gramíneas invasoras ocupam um espaço valioso para forrageamento, reduzindo o tamanho do habitat. Apesar dessas ameaças, a corruíra-dos-cactos tem se mostrado adaptável. Essas aves aprenderam a coexistir com os humanos de forma eficaz, usando materiais e estruturas humanas para fazer ninhos e até mesmo aprendendo a pegar insetos das grades dos radiadores dos veículos. A população ainda está na casa dos milhões, o que levou a União Internacional para a Conservação da Natureza a considerar a corruíra-dos-cactos uma espécie pouco preocupante.

## Taxonomia e sistemática
A família das corruíras é um grupo de aves passeriformes geralmente pequenas, encontradas - com uma exceção - apenas no Novo Mundo. Embora a corruíra-dos-cactos seja a maior corruíra dos EUA, globalmente o título é compartilhado entre a carriça-gigante e a garrincha-dos-lhanos. Historicamente, ela era considerada conspecífica (da mesma espécie) com a carriça-do-iucatão e a carriça-do-balsas, mas há várias diferenças morfológicas e comportamentais entre as espécies. Um estudo genético de 2007 realizado por Barker indicou que as três eram espécies distintas. Trabalhos sobre taxonomia de corruíras no século XX postularam que a carriça-do-iucatão, a carriça-do-balsas e a corruíra-dos-cactos - juntamente com a carriça-malhada - poderiam constituir uma superespécie. O estudo de 2007 demonstrou que isso é improvável, pois se descobriu que a corruíra-dos-cactos é ancestral das outras espécies. O estudo da evolução da corruíra-dos-cactos sugere que ela evoluiu na região central do México há cerca de um milhão de anos e rapidamente se espalhou para sua área de distribuição atual.
A primeira descrição de uma corruíra-dos-cactos foi feita em 1835 pelo ornitólogo Frédéric de Lafresnaye. Lafresnaye era um francês que nunca visitou a América; seu espécime foi presenteado pelo ornitólogo e empresário Charles Brelay. Brelay obteve o espécime de um oficial da Marinha que havia retornado recentemente da Califórnia. É provável que a ave tenha sido apanhada no porto de Guaymas, em Sonora. No entanto, Lafresnaye não sabia disso e achava que o espécime - que ele chamou de Picolaptes brunneicapillus - poderia ter vindo do Peru (muito fora da área de distribuição da corruíra), pois o oficial havia parado lá em sua viagem. A origem geográfica pouco clara contribuiu para a confusão taxonômica que se seguiu. Como a descrição original da corruíra tinha sido geograficamente imprecisa, os ornitólogos descreveram a corruíra-dos-cactos várias vezes como espécies diferentes; as descrições incorretas ocorreram até 1898. As subespécies também foram descritas incorretamente como espécies independentes. A situação não foi ajudada pelo ornitólogo John Gould, que descreveu a corruíra-dos-cactos - como Thryothorus guttatus - de forma independente em 1836 e também não disse exatamente de onde veio seu espécime. Lafresnaye renomeou a descoberta de Gould como Campylorhynchus guttatus em 1846, ainda sem perceber que haviam descrito a mesma ave. Embora o ornitólogo Spencer Fullerton Baird tenha sugerido em 1864 que as aves de Lafresnaye e Gould poderiam ser a mesma, as descrições separadas de Lafresnaye e Gould continuaram a ser usadas até 1945, quando foi determinado que eram subespécies diferentes da mesma ave. A corruíra-dos-cactos foi colocada no gênero Helodytes pela American Ornithologists' Union em 1894, mas eles o devolveram para Campylorhynchus [en] em 1947.
O nome do gênero Campylorhynchus é grego e se traduz aproximadamente como “bico curvo”. O epíteto específico brunneicapillus se traduz como “cabelo marrom”, referindo-se à cabeça e ao dorso marrons da ave. O nome comum da ave vem do uso frequente de cactos como locais de nidificação, sua associação com cactos, bem como o uso de cactos como poleiros e busca de proteção contra predadores.
O estudo de 2007 de Barker estabeleceu as relações entre a corruíra-dos-cactos e as corruíras relacionadas do gênero Campylorhynchus, incluindo subespécies selecionadas. Essas relações estão resumidas no seguinte cladograma:

|  | \| \| Carriça-de-nuca-ruiva [en] (C. rufinucha) \| \| \| \| \| \| Carriça-malhada (C. gularis) \| \| \| \| |
|  | |
|  | Carriça-do-balsas (C. jocosus)                                                                             |
|  | |
|  | Carriça-de-nuca-ruiva [en] (C. rufinucha)                                                                  |
|  | |
|  | Carriça-malhada (C. gularis)                                                                               |
|  | |

|  | Carriça-de-nuca-ruiva [en] (C. rufinucha) |
|  |                                           |
|  | Carriça-malhada (C. gularis)              |
|  |                                           |

|  | Garrincha-dos-lhanos (C. griseus) |
|  |                                   |
|  | Carriça-gigante (C. chiapensis)   |
|  |                                   |

|  | \| \| Carriça-de-nuca-ruiva [en] (C. rufinucha) \| \| \| \| \| \| Carriça-malhada (C. gularis) \| \| \| \| |
|  | |
|  | Carriça-do-balsas (C. jocosus)                                                                             |
|  | |
|  | Carriça-de-nuca-ruiva [en] (C. rufinucha)                                                                  |
|  | |
|  | Carriça-malhada (C. gularis)                                                                               |
|  | |

|  | Carriça-de-nuca-ruiva [en] (C. rufinucha) |
|  |                                           |
|  | Carriça-malhada (C. gularis)              |
|  |                                           |

|  | Garrincha-dos-lhanos (C. griseus) |
|  |                                   |
|  | Carriça-gigante (C. chiapensis)   |
|  |                                   |

|  | \| \| Carriça-de-nuca-ruiva [en] (C. rufinucha) \| \| \| \| \| \| Carriça-malhada (C. gularis) \| \| \| \| |
|  | |
|  | Carriça-do-balsas (C. jocosus)                                                                             |
|  | |
|  | Carriça-de-nuca-ruiva [en] (C. rufinucha)                                                                  |
|  | |
|  | Carriça-malhada (C. gularis)                                                                               |
|  | |

|  | Carriça-de-nuca-ruiva [en] (C. rufinucha) |
|  |                                           |
|  | Carriça-malhada (C. gularis)              |
|  |                                           |

|  | Garrincha-dos-lhanos (C. griseus) |
|  |                                   |
|  | Carriça-gigante (C. chiapensis)   |
|  |                                   |

|  | \| \| Carriça-de-nuca-ruiva [en] (C. rufinucha) \| \| \| \| \| \| Carriça-malhada (C. gularis) \| \| \| \| |
|  | |
|  | Carriça-do-balsas (C. jocosus)                                                                             |
|  | |
|  | Carriça-de-nuca-ruiva [en] (C. rufinucha)                                                                  |
|  | |
|  | Carriça-malhada (C. gularis)                                                                               |
|  | |

|  | Carriça-de-nuca-ruiva [en] (C. rufinucha) |
|  |                                           |
|  | Carriça-malhada (C. gularis)              |
|  |                                           |

|  | Garrincha-dos-lhanos (C. griseus) |
|  |                                   |
|  | Carriça-gigante (C. chiapensis)   |
|  |                                   |

|  | Corruíra-dos-cactos (C. brunneicapillus) |
|  |                                          |

|  | \| \| Carriça-de-nuca-ruiva [en] (C. rufinucha) \| \| \| \| \| \| Carriça-malhada (C. gularis) \| \| \| \| |
|  | |
|  | Carriça-do-balsas (C. jocosus)                                                                             |
|  | |
|  | Carriça-de-nuca-ruiva [en] (C. rufinucha)                                                                  |
|  | |
|  | Carriça-malhada (C. gularis)                                                                               |
|  | |

|  | Carriça-de-nuca-ruiva [en] (C. rufinucha) |
|  |                                           |
|  | Carriça-malhada (C. gularis)              |
|  |                                           |

|  | Garrincha-dos-lhanos (C. griseus) |
|  |                                   |
|  | Carriça-gigante (C. chiapensis)   |
|  |                                   |

|  | \| \| Carriça-de-nuca-ruiva [en] (C. rufinucha) \| \| \| \| \| \| Carriça-malhada (C. gularis) \| \| \| \| |
|  | |
|  | Carriça-do-balsas (C. jocosus)                                                                             |
|  | |
|  | Carriça-de-nuca-ruiva [en] (C. rufinucha)                                                                  |
|  | |
|  | Carriça-malhada (C. gularis)                                                                               |
|  | |

|  | Carriça-de-nuca-ruiva [en] (C. rufinucha) |
|  |                                           |
|  | Carriça-malhada (C. gularis)              |
|  |                                           |

|  | Garrincha-dos-lhanos (C. griseus) |
|  |                                   |
|  | Carriça-gigante (C. chiapensis)   |
|  |                                   |

|  | \| \| Carriça-de-nuca-ruiva [en] (C. rufinucha) \| \| \| \| \| \| Carriça-malhada (C. gularis) \| \| \| \| |
|  | |
|  | Carriça-do-balsas (C. jocosus)                                                                             |
|  | |
|  | Carriça-de-nuca-ruiva [en] (C. rufinucha)                                                                  |
|  | |
|  | Carriça-malhada (C. gularis)                                                                               |
|  | |

|  | Carriça-de-nuca-ruiva [en] (C. rufinucha) |
|  |                                           |
|  | Carriça-malhada (C. gularis)              |
|  |                                           |

|  | Garrincha-dos-lhanos (C. griseus) |
|  |                                   |
|  | Carriça-gigante (C. chiapensis)   |
|  |                                   |

|  | \| \| Carriça-de-nuca-ruiva [en] (C. rufinucha) \| \| \| \| \| \| Carriça-malhada (C. gularis) \| \| \| \| |
|  | |
|  | Carriça-do-balsas (C. jocosus)                                                                             |
|  | |
|  | Carriça-de-nuca-ruiva [en] (C. rufinucha)                                                                  |
|  | |
|  | Carriça-malhada (C. gularis)                                                                               |
|  | |

|  | Carriça-de-nuca-ruiva [en] (C. rufinucha) |
|  |                                           |
|  | Carriça-malhada (C. gularis)              |
|  |                                           |

|  | Garrincha-dos-lhanos (C. griseus) |
|  |                                   |
|  | Carriça-gigante (C. chiapensis)   |
|  |                                   |

|  | Corruíra-dos-cactos (C. brunneicapillus) |
|  |                                          |

|  | Carriça-turdina (C. turdinus) |
|  |                               |

|  | Carriça-de-dorso-barrado [en] (C. zonatus s.s. zonatus) |
|  |                                                         |
|  | Carriça-serrana (C. megalopterus)                       |
|  |                                                         |

|  | Carriça-ondulada (C. fasciatus)                              |
|  |                                                              |
|  | \| \| Carriça-de-cabeça-branca (C. albobrunneus) \| \| \| \| |
|  |                                                              |
|  | Carriça-de-cabeça-branca (C. albobrunneus)                   |
|  |                                                              |

|  | Carriça-de-cabeça-branca (C. albobrunneus) |
|  |                                            |

|  | Carriça-ondulada (C. fasciatus)                              |
|  |                                                              |
|  | \| \| Carriça-de-cabeça-branca (C. albobrunneus) \| \| \| \| |
|  |                                                              |
|  | Carriça-de-cabeça-branca (C. albobrunneus)                   |
|  |                                                              |

|  | Carriça-de-cabeça-branca (C. albobrunneus) |
|  |                                            |

|  | Carriça-de-dorso-barrado [en] (C. zonatus s.s. zonatus) |
|  |                                                         |
|  | Carriça-serrana (C. megalopterus)                       |
|  |                                                         |

|  | Carriça-ondulada (C. fasciatus)                              |
|  |                                                              |
|  | \| \| Carriça-de-cabeça-branca (C. albobrunneus) \| \| \| \| |
|  |                                                              |
|  | Carriça-de-cabeça-branca (C. albobrunneus)                   |
|  |                                                              |

|  | Carriça-de-cabeça-branca (C. albobrunneus) |
|  |                                            |

|  | Carriça-ondulada (C. fasciatus)                              |
|  |                                                              |
|  | \| \| Carriça-de-cabeça-branca (C. albobrunneus) \| \| \| \| |
|  |                                                              |
|  | Carriça-de-cabeça-branca (C. albobrunneus)                   |
|  |                                                              |

|  | Carriça-de-cabeça-branca (C. albobrunneus) |
|  |                                            |

|  | Carriça-de-dorso-barrado [en] (C. zonatus s.s. zonatus) |
|  |                                                         |
|  | Carriça-serrana (C. megalopterus)                       |
|  |                                                         |

|  | Carriça-ondulada (C. fasciatus)                              |
|  |                                                              |
|  | \| \| Carriça-de-cabeça-branca (C. albobrunneus) \| \| \| \| |
|  |                                                              |
|  | Carriça-de-cabeça-branca (C. albobrunneus)                   |
|  |                                                              |

|  | Carriça-de-cabeça-branca (C. albobrunneus) |
|  |                                            |

|  | Carriça-ondulada (C. fasciatus)                              |
|  |                                                              |
|  | \| \| Carriça-de-cabeça-branca (C. albobrunneus) \| \| \| \| |
|  |                                                              |
|  | Carriça-de-cabeça-branca (C. albobrunneus)                   |
|  |                                                              |

|  | Carriça-de-cabeça-branca (C. albobrunneus) |
|  |                                            |

|  | Carriça-de-dorso-barrado [en] (C. zonatus s.s. zonatus) |
|  |                                                         |
|  | Carriça-serrana (C. megalopterus)                       |
|  |                                                         |

|  | Carriça-ondulada (C. fasciatus)                              |
|  |                                                              |
|  | \| \| Carriça-de-cabeça-branca (C. albobrunneus) \| \| \| \| |
|  |                                                              |
|  | Carriça-de-cabeça-branca (C. albobrunneus)                   |
|  |                                                              |

|  | Carriça-de-cabeça-branca (C. albobrunneus) |
|  |                                            |

|  | Carriça-ondulada (C. fasciatus)                              |
|  |                                                              |
|  | \| \| Carriça-de-cabeça-branca (C. albobrunneus) \| \| \| \| |
|  |                                                              |
|  | Carriça-de-cabeça-branca (C. albobrunneus)                   |
|  |                                                              |

|  | Carriça-de-cabeça-branca (C. albobrunneus) |
|  |                                            |

|  | Carriça-turdina (C. turdinus) |
|  |                               |

|  | Carriça-de-dorso-barrado [en] (C. zonatus s.s. zonatus) |
|  |                                                         |
|  | Carriça-serrana (C. megalopterus)                       |
|  |                                                         |

|  | Carriça-ondulada (C. fasciatus)                              |
|  |                                                              |
|  | \| \| Carriça-de-cabeça-branca (C. albobrunneus) \| \| \| \| |
|  |                                                              |
|  | Carriça-de-cabeça-branca (C. albobrunneus)                   |
|  |                                                              |

|  | Carriça-de-cabeça-branca (C. albobrunneus) |
|  |                                            |

|  | Carriça-ondulada (C. fasciatus)                              |
|  |                                                              |
|  | \| \| Carriça-de-cabeça-branca (C. albobrunneus) \| \| \| \| |
|  |                                                              |
|  | Carriça-de-cabeça-branca (C. albobrunneus)                   |
|  |                                                              |

|  | Carriça-de-cabeça-branca (C. albobrunneus) |
|  |                                            |

|  | Carriça-de-dorso-barrado [en] (C. zonatus s.s. zonatus) |
|  |                                                         |
|  | Carriça-serrana (C. megalopterus)                       |
|  |                                                         |

|  | Carriça-ondulada (C. fasciatus)                              |
|  |                                                              |
|  | \| \| Carriça-de-cabeça-branca (C. albobrunneus) \| \| \| \| |
|  |                                                              |
|  | Carriça-de-cabeça-branca (C. albobrunneus)                   |
|  |                                                              |

|  | Carriça-de-cabeça-branca (C. albobrunneus) |
|  |                                            |

|  | Carriça-ondulada (C. fasciatus)                              |
|  |                                                              |
|  | \| \| Carriça-de-cabeça-branca (C. albobrunneus) \| \| \| \| |
|  |                                                              |
|  | Carriça-de-cabeça-branca (C. albobrunneus)                   |
|  |                                                              |

|  | Carriça-de-cabeça-branca (C. albobrunneus) |
|  |                                            |

|  | Carriça-de-dorso-barrado [en] (C. zonatus s.s. zonatus) |
|  |                                                         |
|  | Carriça-serrana (C. megalopterus)                       |
|  |                                                         |

|  | Carriça-ondulada (C. fasciatus)                              |
|  |                                                              |
|  | \| \| Carriça-de-cabeça-branca (C. albobrunneus) \| \| \| \| |
|  |                                                              |
|  | Carriça-de-cabeça-branca (C. albobrunneus)                   |
|  |                                                              |

|  | Carriça-de-cabeça-branca (C. albobrunneus) |
|  |                                            |

|  | Carriça-ondulada (C. fasciatus)                              |
|  |                                                              |
|  | \| \| Carriça-de-cabeça-branca (C. albobrunneus) \| \| \| \| |
|  |                                                              |
|  | Carriça-de-cabeça-branca (C. albobrunneus)                   |
|  |                                                              |

|  | Carriça-de-cabeça-branca (C. albobrunneus) |
|  |                                            |

|  | Carriça-de-dorso-barrado [en] (C. zonatus s.s. zonatus) |
|  |                                                         |
|  | Carriça-serrana (C. megalopterus)                       |
|  |                                                         |

|  | Carriça-ondulada (C. fasciatus)                              |
|  |                                                              |
|  | \| \| Carriça-de-cabeça-branca (C. albobrunneus) \| \| \| \| |
|  |                                                              |
|  | Carriça-de-cabeça-branca (C. albobrunneus)                   |
|  |                                                              |

|  | Carriça-de-cabeça-branca (C. albobrunneus) |
|  |                                            |

|  | Carriça-ondulada (C. fasciatus)                              |
|  |                                                              |
|  | \| \| Carriça-de-cabeça-branca (C. albobrunneus) \| \| \| \| |
|  |                                                              |
|  | Carriça-de-cabeça-branca (C. albobrunneus)                   |
|  |                                                              |

|  | Carriça-de-cabeça-branca (C. albobrunneus) |
|  |                                            |

|  | \| \| Carriça-de-nuca-ruiva [en] (C. rufinucha) \| \| \| \| \| \| Carriça-malhada (C. gularis) \| \| \| \| |
|  | |
|  | Carriça-do-balsas (C. jocosus)                                                                             |
|  | |
|  | Carriça-de-nuca-ruiva [en] (C. rufinucha)                                                                  |
|  | |
|  | Carriça-malhada (C. gularis)                                                                               |
|  | |

|  | Carriça-de-nuca-ruiva [en] (C. rufinucha) |
|  |                                           |
|  | Carriça-malhada (C. gularis)              |
|  |                                           |

|  | Garrincha-dos-lhanos (C. griseus) |
|  |                                   |
|  | Carriça-gigante (C. chiapensis)   |
|  |                                   |

|  | \| \| Carriça-de-nuca-ruiva [en] (C. rufinucha) \| \| \| \| \| \| Carriça-malhada (C. gularis) \| \| \| \| |
|  | |
|  | Carriça-do-balsas (C. jocosus)                                                                             |
|  | |
|  | Carriça-de-nuca-ruiva [en] (C. rufinucha)                                                                  |
|  | |
|  | Carriça-malhada (C. gularis)                                                                               |
|  | |

|  | Carriça-de-nuca-ruiva [en] (C. rufinucha) |
|  |                                           |
|  | Carriça-malhada (C. gularis)              |
|  |                                           |

|  | Garrincha-dos-lhanos (C. griseus) |
|  |                                   |
|  | Carriça-gigante (C. chiapensis)   |
|  |                                   |

|  | \| \| Carriça-de-nuca-ruiva [en] (C. rufinucha) \| \| \| \| \| \| Carriça-malhada (C. gularis) \| \| \| \| |
|  | |
|  | Carriça-do-balsas (C. jocosus)                                                                             |
|  | |
|  | Carriça-de-nuca-ruiva [en] (C. rufinucha)                                                                  |
|  | |
|  | Carriça-malhada (C. gularis)                                                                               |
|  | |

|  | Carriça-de-nuca-ruiva [en] (C. rufinucha) |
|  |                                           |
|  | Carriça-malhada (C. gularis)              |
|  |                                           |

|  | Garrincha-dos-lhanos (C. griseus) |
|  |                                   |
|  | Carriça-gigante (C. chiapensis)   |
|  |                                   |

|  | \| \| Carriça-de-nuca-ruiva [en] (C. rufinucha) \| \| \| \| \| \| Carriça-malhada (C. gularis) \| \| \| \| |
|  | |
|  | Carriça-do-balsas (C. jocosus)                                                                             |
|  | |
|  | Carriça-de-nuca-ruiva [en] (C. rufinucha)                                                                  |
|  | |
|  | Carriça-malhada (C. gularis)                                                                               |
|  | |

|  | Carriça-de-nuca-ruiva [en] (C. rufinucha) |
|  |                                           |
|  | Carriça-malhada (C. gularis)              |
|  |                                           |

|  | Garrincha-dos-lhanos (C. griseus) |
|  |                                   |
|  | Carriça-gigante (C. chiapensis)   |
|  |                                   |

|  | Corruíra-dos-cactos (C. brunneicapillus) |
|  |                                          |

|  | \| \| Carriça-de-nuca-ruiva [en] (C. rufinucha) \| \| \| \| \| \| Carriça-malhada (C. gularis) \| \| \| \| |
|  | |
|  | Carriça-do-balsas (C. jocosus)                                                                             |
|  | |
|  | Carriça-de-nuca-ruiva [en] (C. rufinucha)                                                                  |
|  | |
|  | Carriça-malhada (C. gularis)                                                                               |
|  | |

|  | Carriça-de-nuca-ruiva [en] (C. rufinucha) |
|  |                                           |
|  | Carriça-malhada (C. gularis)              |
|  |                                           |

|  | Garrincha-dos-lhanos (C. griseus) |
|  |                                   |
|  | Carriça-gigante (C. chiapensis)   |
|  |                                   |

|  | \| \| Carriça-de-nuca-ruiva [en] (C. rufinucha) \| \| \| \| \| \| Carriça-malhada (C. gularis) \| \| \| \| |
|  | |
|  | Carriça-do-balsas (C. jocosus)                                                                             |
|  | |
|  | Carriça-de-nuca-ruiva [en] (C. rufinucha)                                                                  |
|  | |
|  | Carriça-malhada (C. gularis)                                                                               |
|  | |

|  | Carriça-de-nuca-ruiva [en] (C. rufinucha) |
|  |                                           |
|  | Carriça-malhada (C. gularis)              |
|  |                                           |

|  | Garrincha-dos-lhanos (C. griseus) |
|  |                                   |
|  | Carriça-gigante (C. chiapensis)   |
|  |                                   |

|  | \| \| Carriça-de-nuca-ruiva [en] (C. rufinucha) \| \| \| \| \| \| Carriça-malhada (C. gularis) \| \| \| \| |
|  | |
|  | Carriça-do-balsas (C. jocosus)                                                                             |
|  | |
|  | Carriça-de-nuca-ruiva [en] (C. rufinucha)                                                                  |
|  | |
|  | Carriça-malhada (C. gularis)                                                                               |
|  | |

|  | Carriça-de-nuca-ruiva [en] (C. rufinucha) |
|  |                                           |
|  | Carriça-malhada (C. gularis)              |
|  |                                           |

|  | Garrincha-dos-lhanos (C. griseus) |
|  |                                   |
|  | Carriça-gigante (C. chiapensis)   |
|  |                                   |

|  | \| \| Carriça-de-nuca-ruiva [en] (C. rufinucha) \| \| \| \| \| \| Carriça-malhada (C. gularis) \| \| \| \| |
|  | |
|  | Carriça-do-balsas (C. jocosus)                                                                             |
|  | |
|  | Carriça-de-nuca-ruiva [en] (C. rufinucha)                                                                  |
|  | |
|  | Carriça-malhada (C. gularis)                                                                               |
|  | |

|  | Carriça-de-nuca-ruiva [en] (C. rufinucha) |
|  |                                           |
|  | Carriça-malhada (C. gularis)              |
|  |                                           |

|  | Garrincha-dos-lhanos (C. griseus) |
|  |                                   |
|  | Carriça-gigante (C. chiapensis)   |
|  |                                   |

|  | Corruíra-dos-cactos (C. brunneicapillus) |
|  |                                          |

|  | Carriça-turdina (C. turdinus) |
|  |                               |

|  | Carriça-de-dorso-barrado [en] (C. zonatus s.s. zonatus) |
|  |                                                         |
|  | Carriça-serrana (C. megalopterus)                       |
|  |                                                         |

|  | Carriça-ondulada (C. fasciatus)                              |
|  |                                                              |
|  | \| \| Carriça-de-cabeça-branca (C. albobrunneus) \| \| \| \| |
|  |                                                              |
|  | Carriça-de-cabeça-branca (C. albobrunneus)                   |
|  |                                                              |

|  | Carriça-de-cabeça-branca (C. albobrunneus) |
|  |                                            |

|  | Carriça-ondulada (C. fasciatus)                              |
|  |                                                              |
|  | \| \| Carriça-de-cabeça-branca (C. albobrunneus) \| \| \| \| |
|  |                                                              |
|  | Carriça-de-cabeça-branca (C. albobrunneus)                   |
|  |                                                              |

|  | Carriça-de-cabeça-branca (C. albobrunneus) |
|  |                                            |

|  | Carriça-de-dorso-barrado [en] (C. zonatus s.s. zonatus) |
|  |                                                         |
|  | Carriça-serrana (C. megalopterus)                       |
|  |                                                         |

|  | Carriça-ondulada (C. fasciatus)                              |
|  |                                                              |
|  | \| \| Carriça-de-cabeça-branca (C. albobrunneus) \| \| \| \| |
|  |                                                              |
|  | Carriça-de-cabeça-branca (C. albobrunneus)                   |
|  |                                                              |

|  | Carriça-de-cabeça-branca (C. albobrunneus) |
|  |                                            |

|  | Carriça-ondulada (C. fasciatus)                              |
|  |                                                              |
|  | \| \| Carriça-de-cabeça-branca (C. albobrunneus) \| \| \| \| |
|  |                                                              |
|  | Carriça-de-cabeça-branca (C. albobrunneus)                   |
|  |                                                              |

|  | Carriça-de-cabeça-branca (C. albobrunneus) |
|  |                                            |

|  | Carriça-de-dorso-barrado [en] (C. zonatus s.s. zonatus) |
|  |                                                         |
|  | Carriça-serrana (C. megalopterus)                       |
|  |                                                         |

|  | Carriça-ondulada (C. fasciatus)                              |
|  |                                                              |
|  | \| \| Carriça-de-cabeça-branca (C. albobrunneus) \| \| \| \| |
|  |                                                              |
|  | Carriça-de-cabeça-branca (C. albobrunneus)                   |
|  |                                                              |

|  | Carriça-de-cabeça-branca (C. albobrunneus) |
|  |                                            |

|  | Carriça-ondulada (C. fasciatus)                              |
|  |                                                              |
|  | \| \| Carriça-de-cabeça-branca (C. albobrunneus) \| \| \| \| |
|  |                                                              |
|  | Carriça-de-cabeça-branca (C. albobrunneus)                   |
|  |                                                              |

|  | Carriça-de-cabeça-branca (C. albobrunneus) |
|  |                                            |

|  | Carriça-de-dorso-barrado [en] (C. zonatus s.s. zonatus) |
|  |                                                         |
|  | Carriça-serrana (C. megalopterus)                       |
|  |                                                         |

|  | Carriça-ondulada (C. fasciatus)                              |
|  |                                                              |
|  | \| \| Carriça-de-cabeça-branca (C. albobrunneus) \| \| \| \| |
|  |                                                              |
|  | Carriça-de-cabeça-branca (C. albobrunneus)                   |
|  |                                                              |

|  | Carriça-de-cabeça-branca (C. albobrunneus) |
|  |                                            |

|  | Carriça-ondulada (C. fasciatus)                              |
|  |                                                              |
|  | \| \| Carriça-de-cabeça-branca (C. albobrunneus) \| \| \| \| |
|  |                                                              |
|  | Carriça-de-cabeça-branca (C. albobrunneus)                   |
|  |                                                              |

|  | Carriça-de-cabeça-branca (C. albobrunneus) |
|  |                                            |

|  | Carriça-turdina (C. turdinus) |
|  |                               |

|  | Carriça-de-dorso-barrado [en] (C. zonatus s.s. zonatus) |
|  |                                                         |
|  | Carriça-serrana (C. megalopterus)                       |
|  |                                                         |

|  | Carriça-ondulada (C. fasciatus)                              |
|  |                                                              |
|  | \| \| Carriça-de-cabeça-branca (C. albobrunneus) \| \| \| \| |
|  |                                                              |
|  | Carriça-de-cabeça-branca (C. albobrunneus)                   |
|  |                                                              |

|  | Carriça-de-cabeça-branca (C. albobrunneus) |
|  |                                            |

|  | Carriça-ondulada (C. fasciatus)                              |
|  |                                                              |
|  | \| \| Carriça-de-cabeça-branca (C. albobrunneus) \| \| \| \| |
|  |                                                              |
|  | Carriça-de-cabeça-branca (C. albobrunneus)                   |
|  |                                                              |

|  | Carriça-de-cabeça-branca (C. albobrunneus) |
|  |                                            |

|  | Carriça-de-dorso-barrado [en] (C. zonatus s.s. zonatus) |
|  |                                                         |
|  | Carriça-serrana (C. megalopterus)                       |
|  |                                                         |

|  | Carriça-ondulada (C. fasciatus)                              |
|  |                                                              |
|  | \| \| Carriça-de-cabeça-branca (C. albobrunneus) \| \| \| \| |
|  |                                                              |
|  | Carriça-de-cabeça-branca (C. albobrunneus)                   |
|  |                                                              |

|  | Carriça-de-cabeça-branca (C. albobrunneus) |
|  |                                            |

|  | Carriça-ondulada (C. fasciatus)                              |
|  |                                                              |
|  | \| \| Carriça-de-cabeça-branca (C. albobrunneus) \| \| \| \| |
|  |                                                              |
|  | Carriça-de-cabeça-branca (C. albobrunneus)                   |
|  |                                                              |

|  | Carriça-de-cabeça-branca (C. albobrunneus) |
|  |                                            |

|  | Carriça-de-dorso-barrado [en] (C. zonatus s.s. zonatus) |
|  |                                                         |
|  | Carriça-serrana (C. megalopterus)                       |
|  |                                                         |

|  | Carriça-ondulada (C. fasciatus)                              |
|  |                                                              |
|  | \| \| Carriça-de-cabeça-branca (C. albobrunneus) \| \| \| \| |
|  |                                                              |
|  | Carriça-de-cabeça-branca (C. albobrunneus)                   |
|  |                                                              |

|  | Carriça-de-cabeça-branca (C. albobrunneus) |
|  |                                            |

|  | Carriça-ondulada (C. fasciatus)                              |
|  |                                                              |
|  | \| \| Carriça-de-cabeça-branca (C. albobrunneus) \| \| \| \| |
|  |                                                              |
|  | Carriça-de-cabeça-branca (C. albobrunneus)                   |
|  |                                                              |

|  | Carriça-de-cabeça-branca (C. albobrunneus) |
|  |                                            |

|  | Carriça-de-dorso-barrado [en] (C. zonatus s.s. zonatus) |
|  |                                                         |
|  | Carriça-serrana (C. megalopterus)                       |
|  |                                                         |

|  | Carriça-ondulada (C. fasciatus)                              |
|  |                                                              |
|  | \| \| Carriça-de-cabeça-branca (C. albobrunneus) \| \| \| \| |
|  |                                                              |
|  | Carriça-de-cabeça-branca (C. albobrunneus)                   |
|  |                                                              |

|  | Carriça-de-cabeça-branca (C. albobrunneus) |
|  |                                            |

|  | Carriça-ondulada (C. fasciatus)                              |
|  |                                                              |
|  | \| \| Carriça-de-cabeça-branca (C. albobrunneus) \| \| \| \| |
|  |                                                              |
|  | Carriça-de-cabeça-branca (C. albobrunneus)                   |
|  |                                                              |

|  | Carriça-de-cabeça-branca (C. albobrunneus) |
|  |                                            |

### Subespécies

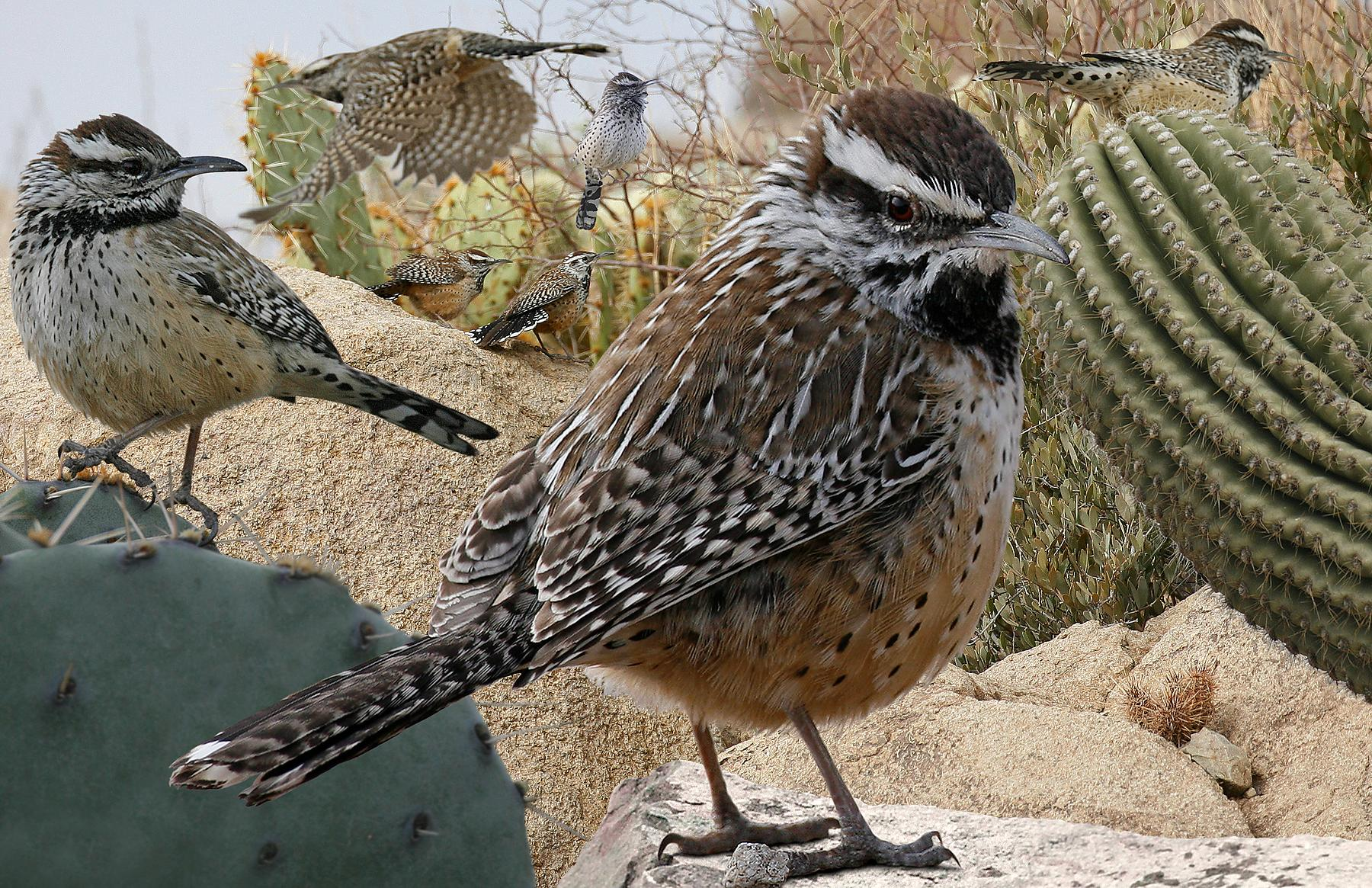
Imagem composta mostrando as principais características de identificação: sobrancelhas brancas distintas, penas barradas e parte inferior das penas cor de canela

Várias subespécies da corruíra-dos-cactos foram descritas, e sete são geralmente reconhecidas. A taxonomia exata da corruíra-dos-cactos permanece em debate, e nem todas as subespécies são universalmente reconhecidas. Os ornitólogos Anders e Anne Anderson, em seu compêndio de 40 anos de pesquisa sobre a corruíra-dos-cactos, publicado em 1973, reconhecem sete subespécies e não classificam a C. b. sandiegensis como uma subespécie independente. A International Ornithologists' Union reconhece sete subespécies - incluindo C. b. sandiegensis - mas não reconhece C. b. purus. Abaixo estão todas as subespécies propostas:
- C. b. brunneicapillus (Lafresnaye, 1835) - sua área de distribuição é o norte do México, nos estados de Sonora e Sinaloa. Sua distinção de outras subespécies é reforçada por seu queixo branco puro.[5]
- C. b. guttatus (Gould, 1836) - encontrada no centro e no sul do México. É mais opaca e mais cinza do que a subespécie acima; suas partes superiores também têm marcas brancas menos perceptíveis.[3] Guttatus significa “salpicado” em latim.[15]

- C. b. affinis (Xantus [en], 1860) - encontrada no sul da Baixa Califórnia. Suas partes inferiores são mais pálidas e tem menos marcas pretas do que a subespécie C. b. brunneicapillus. Suas rectrizes (penas de voo da cauda), excluindo o par do meio, têm barras brancas. A C. b. affinis tende a botar menos ovos do que outras subespécies, geralmente dois de cada vez, em vez dos três a cinco mais típicos, e seus ovos são notavelmente mais pálidos do que os de outras subespécies.[3] Affinis significa “aliado” ou “relacionado” em latim.
- C. b. couesi (Sharpe, 1882) - abrange a maior parte da área de distribuição da corruíra-dos-cactos no sul dos Estados Unidos, incluindo Nevada, Utah, Arizona, Novo México e Texas, bem como os estados mexicanos de Sonora e Chihuahua. A American Ornithologists' Union classifica todas as subespécies californianas como C. b. couesi,[13] que é maior do que a subespécie C. b. brunneicapillus e tem partes inferiores mais pálidas. Às vezes, é chamada de C. b. anthonyi, mas a C. b. couesi tem precedência.[3] O nome dessa subespécie foi dado em homenagem ao cirurgião do exército e ornitólogo Elliott Coues.
- C. b. bryanti (Anthony, 1894) - encontrada ao longo da costa ocidental da Baixa California, separada da área de distribuição da C. b. couesi por pelo menos 240 km.[13] A C. b. bryanti tem marcas brancas notáveis na garupa e nas escápulas. Suas partes superiores são mais escuras e marrons do que as da subespécie C. b. brunneicapillus.[3] Seu nome é uma homenagem ao ornitólogo californiano Walter Pierce Bryant (1861-1905).
- C. b. purus (van Rossem [en], 1930) - presente nas costas leste e oeste da Baixa California. Sua parte inferior é de um branco quase puro e seus flancos são notavelmente menos cor de canela do que os da subespécie C. b. brunneicapillus. Essa subespécie é uma divisão da C. b. affinis, mas essa distinção não é amplamente reconhecida.[3] Purus significa “puro” ou “limpo” em latim.
- C. b. seri (van Rossem, 1932) - encontrada apenas na Ilha Tiburón, no Golfo da Califórnia. Suas partes inferiores são menos cor de canela do que as da subespécie C. b. brunneicapillus, e as manchas no abdômen são mais largas.[3] Um estudo de genética molecular de 2010 não encontrou diferença entre os genomas da C. b. seri e das subespécies do continente.[16] O significado exato do nome da subespécie não é claro; pode ser uma corruptela de sericeus, que significa “sedoso” em latim, ou do latim moderno serinus, que significa “amarelo-canário”.
- C. b. sandiegensis (Rea, 1986) - encontrada na Baixa California e em partes do sul da Califórnia. Essa subespécie não é aceita pela American Ornithologists' Union, que acredita que ela seja intermediária entre C. b. couesi e C. b. bryanti, e a classifica como a primeira.[13] No entanto, é aceita pela International Ornithologists' Union.[14] Sua cabeça não tem ou tem menos coloração vermelha em comparação com a subespécie C. b. brunneicapillus, e seus ovos são mais escuros do que os de outras subespécies.[3] Seu nome é uma homenagem à cidade de San Diego.[17]

## Descrição

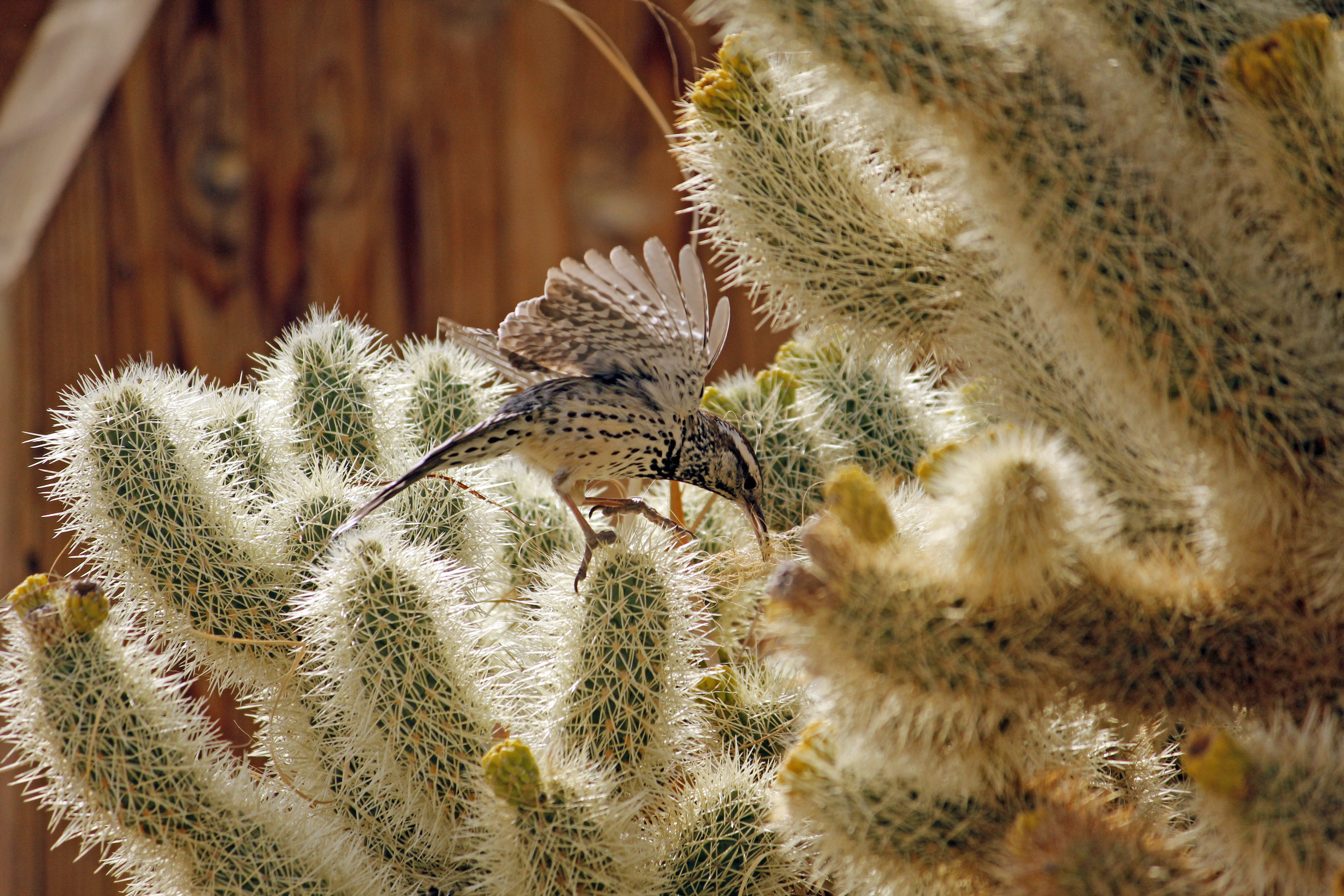
Pousando no cacto Cylindropuntia durante a construção do ninho, exibindo as penas de voo primárias e secundárias

A corruíra-dos-cactos é a maior corruíra dos Estados Unidos. Ela mede entre 18 e 19 cm de comprimento e pesa entre 33,4 e 46,9 g, com uma média de 38,9 g. Tem um bico grosso e pesado, de cor preta opaca, ligeiramente curvado para baixo e com aproximadamente o mesmo comprimento da cabeça. A mandíbula inferior é acinzentada e pálida, e a cauda é longa e arredondada.
A coloração da corruíra-dos-cactos é marrom com manchas brancas. O píleo é marrom-chocolate com uma leve coloração vermelha. Uma listra superciliar branco distinta vai do bico até a nuca, que é marrom com marcas brancas. O queixo é branco, enquanto o pescoço tem marcas pretas em um fundo predominantemente branco. O peito é branco com manchas marrons ou pretas, e a barriga é geralmente branca com algumas estrias marrons ou pretas. A garupa e o dorso são variam de cinza a marrom com estrias brancas e pretas. A parte inferior das partes inferiores e os flancos são cor de canela.
As dez penas de voo primárias e as nove secundárias são barradas, alternando entre preto e esbranquiçado. Suas doze rectrizes são barradas, alternando entre preto-acastanhado e marrom-acinzentado claro. Os rectrizes externas têm a ponta branca. Ao voar, uma faixa branca pode ser vista na parte inferior das penas da cauda. A cauda é barrada em listras alternadas de preto, branco e marrom. As pernas variam de marrom a marrom-rosado.

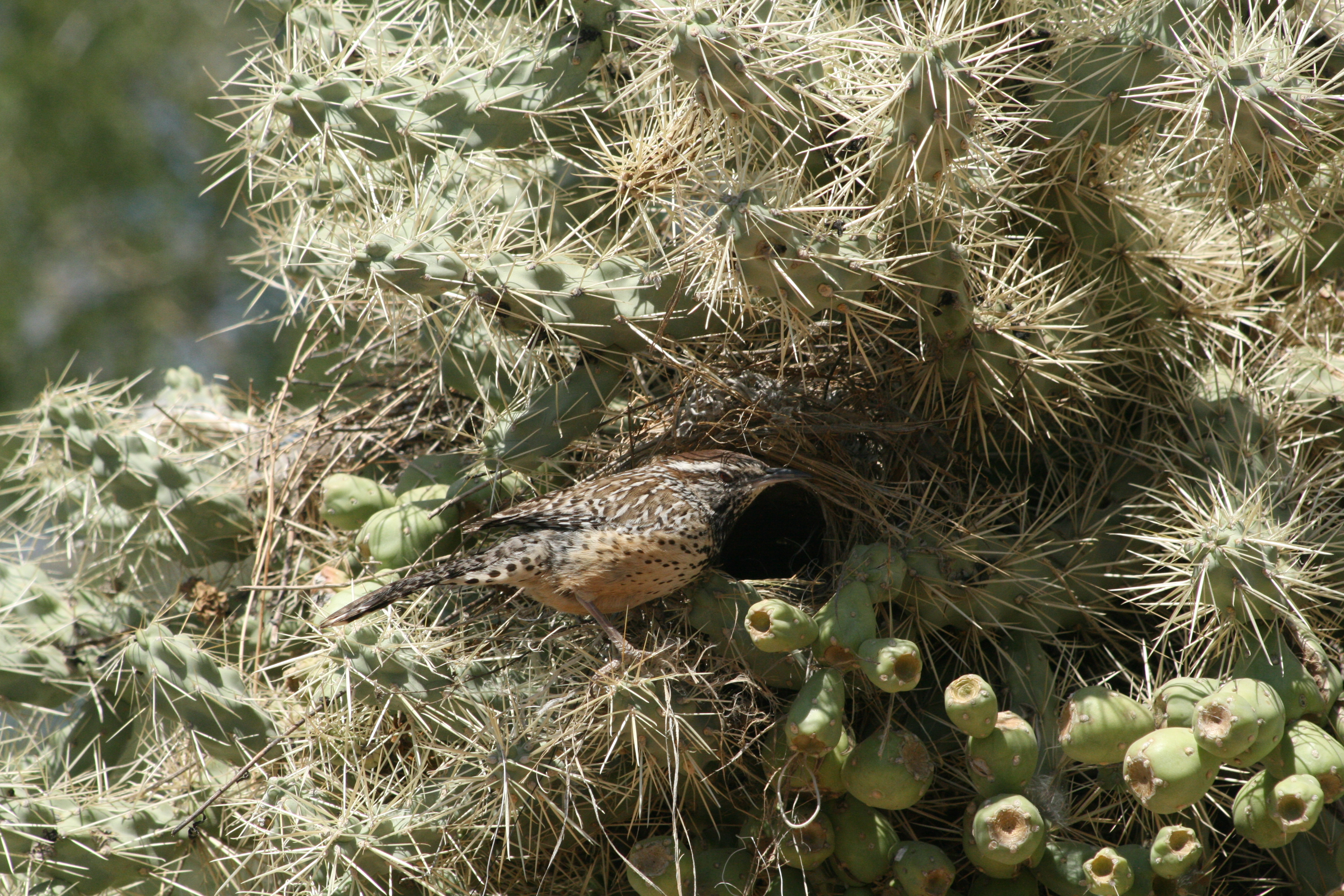
Corruíra perto da entrada de um ninho em um cacto Cylindropuntia. Apesar dos espinhos espinhosos, a plumagem dessa corruíra permanece em boas condições

Os machos e as fêmeas são parecidos; os filhotes podem ser distinguidos por sua coloração mais pálida e olhos de marrom-avermelhados a cinza-amarelados. Os adultos têm olhos mais marrom-avermelhados a vermelhos. Outras características distintivas dos filhotes incluem a falta de uma faixa branca na nuca e marcas pretas no peito menos perceptíveis. O verão costuma afetar muito a plumagem; o sol intenso do deserto e a vegetação espinhosa desbotam e danificam as penas. Esse desgaste pode dificultar a identificação dos filhotes. As penas desgastadas são substituídas pela muda, que ocorre nos adultos de julho a outubro, geralmente no próprio território da ave. Nem todas as penas mudam em uma única estação.
Embora a corruíra-dos-cactos seja parecida com outras corruíras de seu gênero, a identificação da corruíra-dos-cactos é mais fácil, pois o habitat das corruíras Campylorhynchus não se sobrepõe. Uma diferença notável que pode ajudar na identificação da corruíra-dos-cactos é a faixa branca na cauda vista durante o voo. A carriça-malhada é parecida, mas é mais pálida e tem menos marcas, e seu habitat é em florestas de carvalho (onde as corruíras-dos-cactos geralmente não vivem).

### Vocalizações

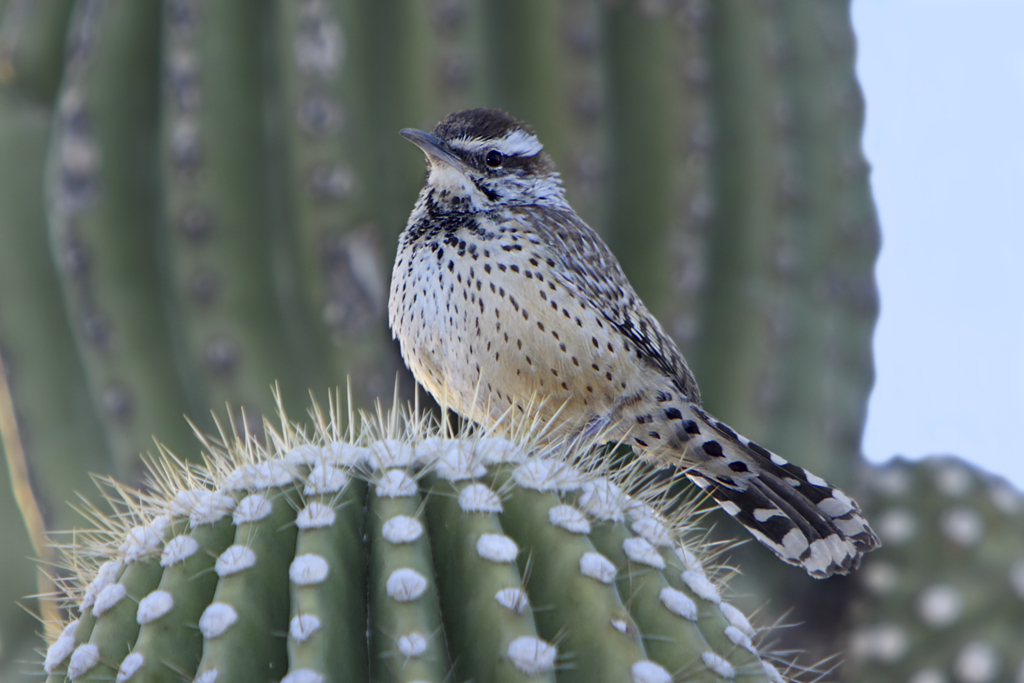
Os saguaros são o local preferido para cantar.

O canto principal da corruíra-dos-cactos é uma série áspera e rouca de notas jar-jar-jar ou char, que aumentam de volume e tom à medida que a música continua. Cada parte do canto dura cerca de quatro segundos, com intervalos de quatro a oito segundos entre os cantos; os cantos podem atingir até 300 metros. Os ornitólogos da Universidade Cornell descreveram o som como “como um carro que simplesmente não dá partida”. Os machos são os principais cantores, embora as fêmeas também possam cantar - seu canto é mais fraco e mais agudo. Os machos começam a cantar antes do amanhecer e preferem vocalizar de pontos altos, como árvores, postes telefônicos, cactos altos ou telhados. Existem pelo menos oito outras canções além da chamada principal. Um buzz ou tek é dado como um chamado de alerta. Os growls servem como um chamado de acasalamento e identificação. Os chamados de rack são usados para localizar um parceiro existente ou outras aves - esse chamado geralmente é a primeira vocalização feita ao deixar o ninho. Um “guincho” agudo é emitido somente durante a construção do ninho e raramente é ouvido. As notas de Scri são emitidas durante disputas territoriais com outras corruíras. Os filhotes fazem várias vocalizações de súplica, incluindo um peep suave. Sabe-se que um chamado dzip é feito exclusivamente pelos filhotes. A chamada principal é feita enquanto o bico é mantido um pouco acima da horizontal e faz com que as penas na garganta da ave se estendam visivelmente de sua posição normal e vibrem.

## Distribuição e habitat

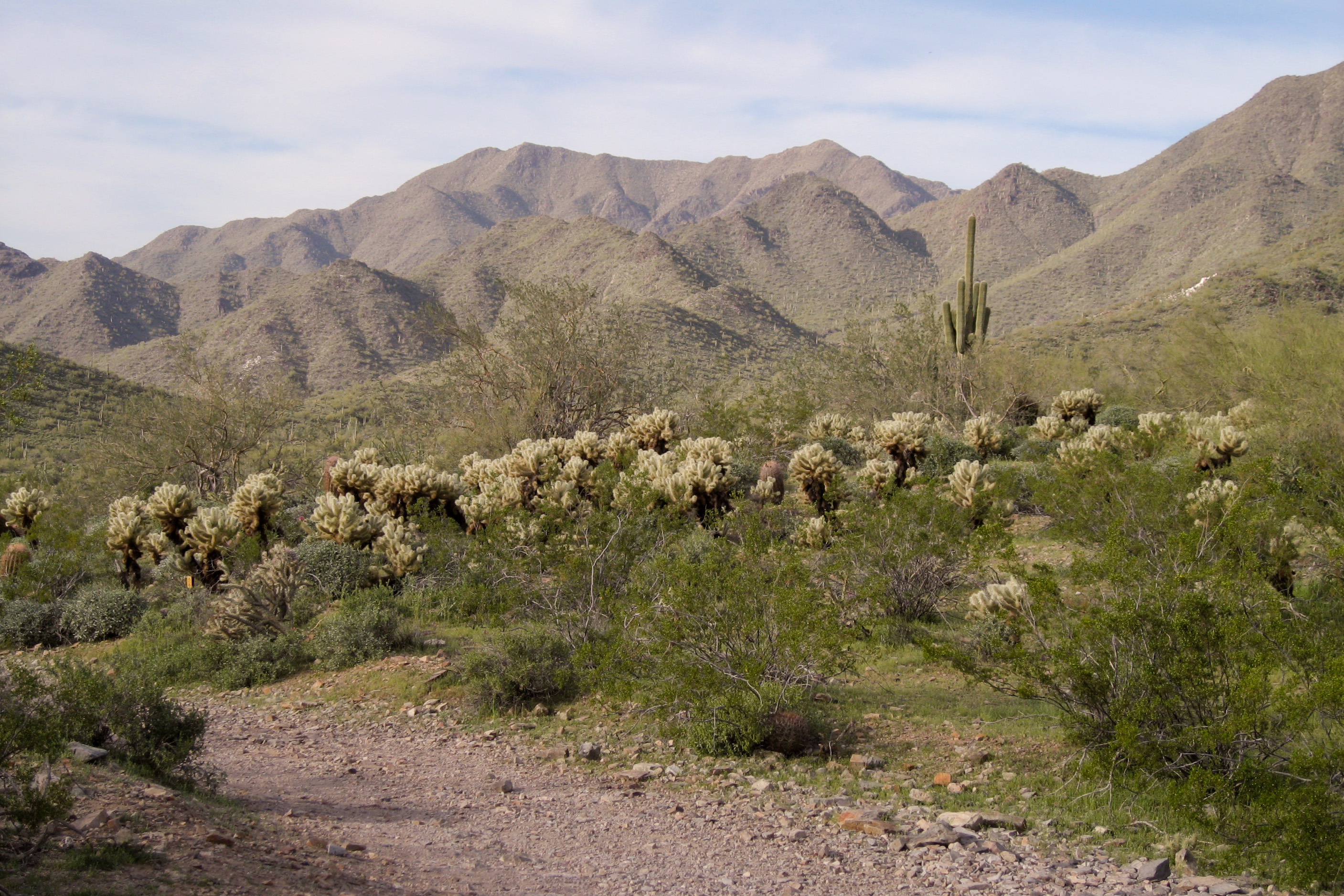
Habitat típico nas montanhas McDowell do Arizona

A corruíra-dos-cactos é uma ave de regiões áridas e semiáridas e, em geral, precisa de cactos espinhosos para fazer seus ninhos. Sua área de distribuição inclui os desertos de Sonora e Chihuahua. A corruíra-dos-cactos não é migratória e estabelece um território permanente que defende vigorosamente. Os territórios normalmente têm de 1,3 ha a 1,9 ha. O tamanho e a forma dos territórios mudam muito pouco ao longo da estação. O território é defendido de outras aves por meio de movimentos das caudas e das penas e de repreensões vocais. Os invasores persistentes podem fazer com que as corruíras os persigam.
A corruíra-dos-cactos é encontrada apenas nos Estados Unidos e no México. Nos EUA, ela está presente na Califórnia, Nevada, Utah, Arizona, Novo México e Texas. Na Califórnia, é encontrada principalmente em populações da costa sul, abaixo de 600 m, mas algumas foram encontradas a até 950 m. Nevada representa a extensão mais ao norte de sua área de distribuição; é encontrada no extremo sul do estado e a população reprodutiva mais ao norte é encontrada no condado de Nye, perto de Tonopah. Em Utah, ela é encontrada apenas no extremo sudoeste. Sua área de distribuição no Arizona é ampla na parte sul do estado e ao longo do Rio Colorado, onde é encontrada desde o nível do mar até 1.400 m. Existem populações no Novo México no sul, ao longo do Rio Grande e no México. Sua área de distribuição no Novo México e no Texas pode estar se expandindo para o norte. As corruíras-dos-cactos do Texas vivem entre o nível do mar e 1.800 m em todo o Texas Panhandle, na região central do Texas e até o leste do condado de Travis. No México, é encontrada em Sinaloa, Sonora, Chihuahua, Coahuila, Nuevo León, Hidalgo e em toda a Baixa California. No Planalto Mexicano e no Novo México, é encontrada a até 2.000 m. As populações podem estar expandindo sua área de distribuição na Baixa California, mas não são encontradas nas montanhas ou no interior.

## Comportamento e ecologia
As corruíras-dos-cactos geralmente se alimentam e vivem em pares, ou em grupos familiares do final da primavera até o inverno. Bandos de corruíras-dos-cactos foram relatados e são bastante comuns. Os bandos foram observados apenas em áreas de forrageamento abundante e não duram mais do que algumas horas. Como se alimentam do solo, passam a maior parte do tempo no chão e não são grandes voadoras, sendo que os voos são um tanto erráticos, alternando entre o rápido bater de asas e o deslizamento no ar.

### Reprodução e nidificação

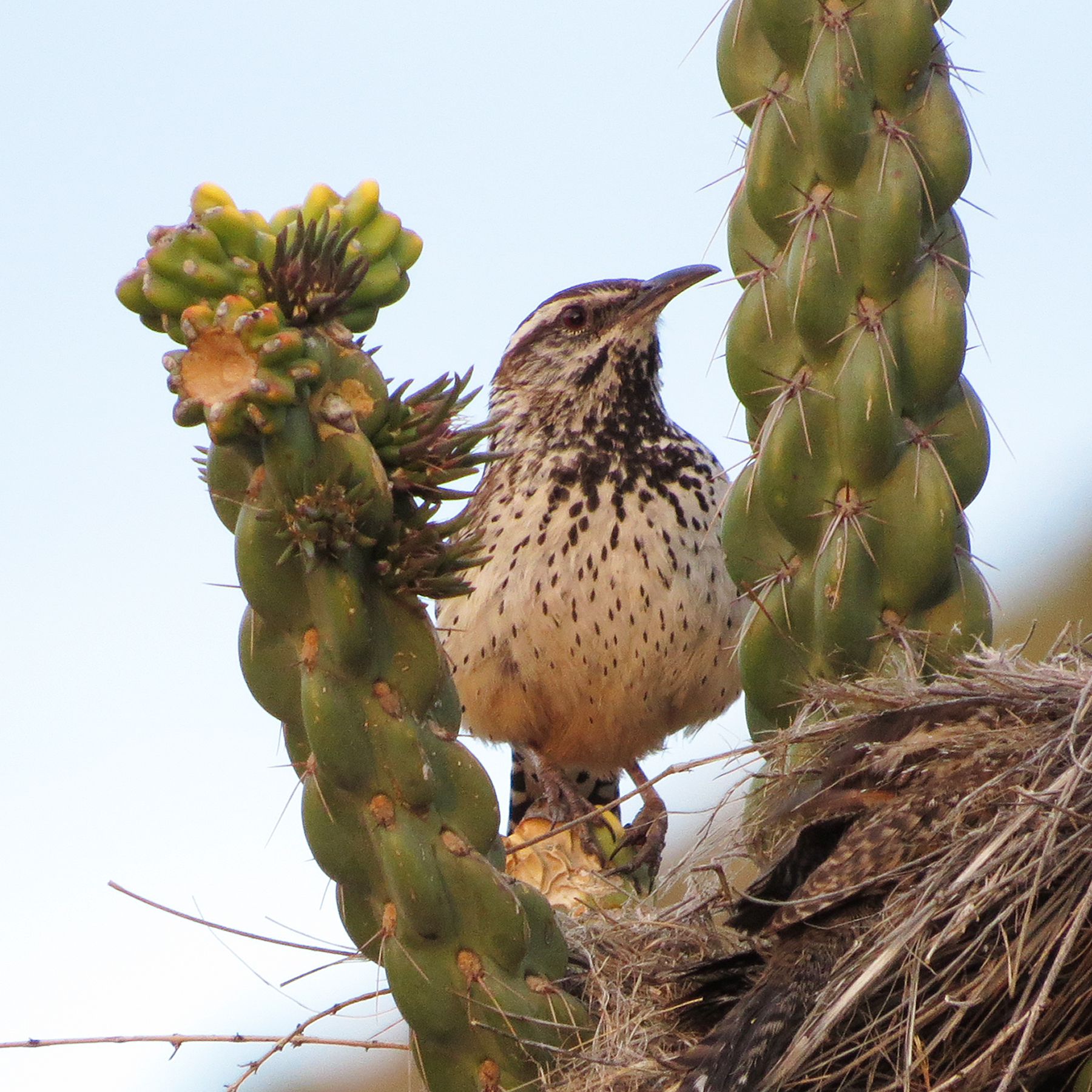
Uma corruíra ao lado de um ninho forrado com penas. Embora seja preferível fazer o ninho em um cacto en, essa corruíra escolheu outra espécie de Cylindropuntia, menos espinhosa

As corruíras-dos-cactos formam pares permanentes e os pares defendem um território onde vivem o ano todo. Há uma cerimônia de saudação distinta entre os membros do par, em que eles abrem as asas e as caudas e fazem um chamado áspero. Os mesmos movimentos são usados como uma exibição de cortejo sexual, mas com um chamado de dueto não ritualizado. Como os machos e as fêmeas são idênticos, os pássaros reconhecem os membros do sexo oposto não pelo tamanho ou pela cor, mas pelas diferenças comportamentais. Os machos são mais agressivos e cantam com mais frequência. As exibições de acasalamento começam com um ruído semelhante a um rosnado e terminam com bicadas suaves. As exibições são muito mais curtas do que na maioria das espécies de pássaros, durando apenas de dois a três segundos. A temporada de acasalamento começa no final de fevereiro e vai até março.
Os ninhos são construídos em cactos (geralmente Cylindropuntia, Opuntia e saguaro), árvores espinhosas do deserto ou iúca. Quando disponível, o cacto Cylindropuntia fulgida [en] é o preferido. Os ninhos ficam, em média, a cerca de 1 m do chão, e geralmente estão a menos de 3 m do chão, mas já foram registrados até 9,1 m de altura. Os ninhos são prolatos esferoidais - o tamanho e o formato de uma bola de futebol americano ou de rúgbi - quando possível, e são semelhantes a uma bolsa. A forma e o tamanho exatos dos ninhos variam de acordo com o ambiente; os ninhos geralmente são soltos, volumosos e globosos, e adaptados ao local do ninho. A parte externa é feita de grama, galhos, penas, ervas daninhas e outros detritos geológicos leves, enquanto é forrada com penas, que podem vir de corruíras-dos-cactos ou de outras espécies. Os ninhos construídos em ambientes urbanos usam uma variedade muito maior de materiais, incluindo muitos itens feitos pelo homem, como papel, barbante e fiapos. Penas de galinha também são usadas como forro do ninho em grandes quantidades, quando disponíveis. Os materiais urbanos, embora facilmente disponíveis, produzem ninhos mais fracos e menos resistentes. Uma entrada em forma de tubo, com cerca de 15 cm de comprimento, leva à cavidade principal do ninho. A entrada geralmente é orientada para aproveitar os efeitos de resfriamento dos ventos predominantes. A construção do ninho leva de um a seis dias, sendo que estudos relatam um tempo médio de 2,7 dias. O casal de nidificantes geralmente se concentra na construção do ninho apenas nas primeiras três horas de cada manhã.
Vários ninhos são construídos com frequência. O primeiro ninho de uma estação pode usar um ninho existente que tenha sido reformado; os ninhos subsequentes geralmente são construídos do zero. Os ninhos de adultos empoleirados não costumam ser usados como ninhos de reprodução e são construídos de forma menos robusta. Enquanto a fêmea põe uma ninhada em um ninho, o macho começa a construir um segundo. Assim que a primeira ninhada sair do ninho, a fêmea ajudará a construir mais ninhos. Uma vez concluída, uma nova ninhada será colocada. Até seis ninhadas podem ser tentadas em um ano, mas é raro que mais de três sobrevivam. Uma ou duas ninhadas são mais comuns.

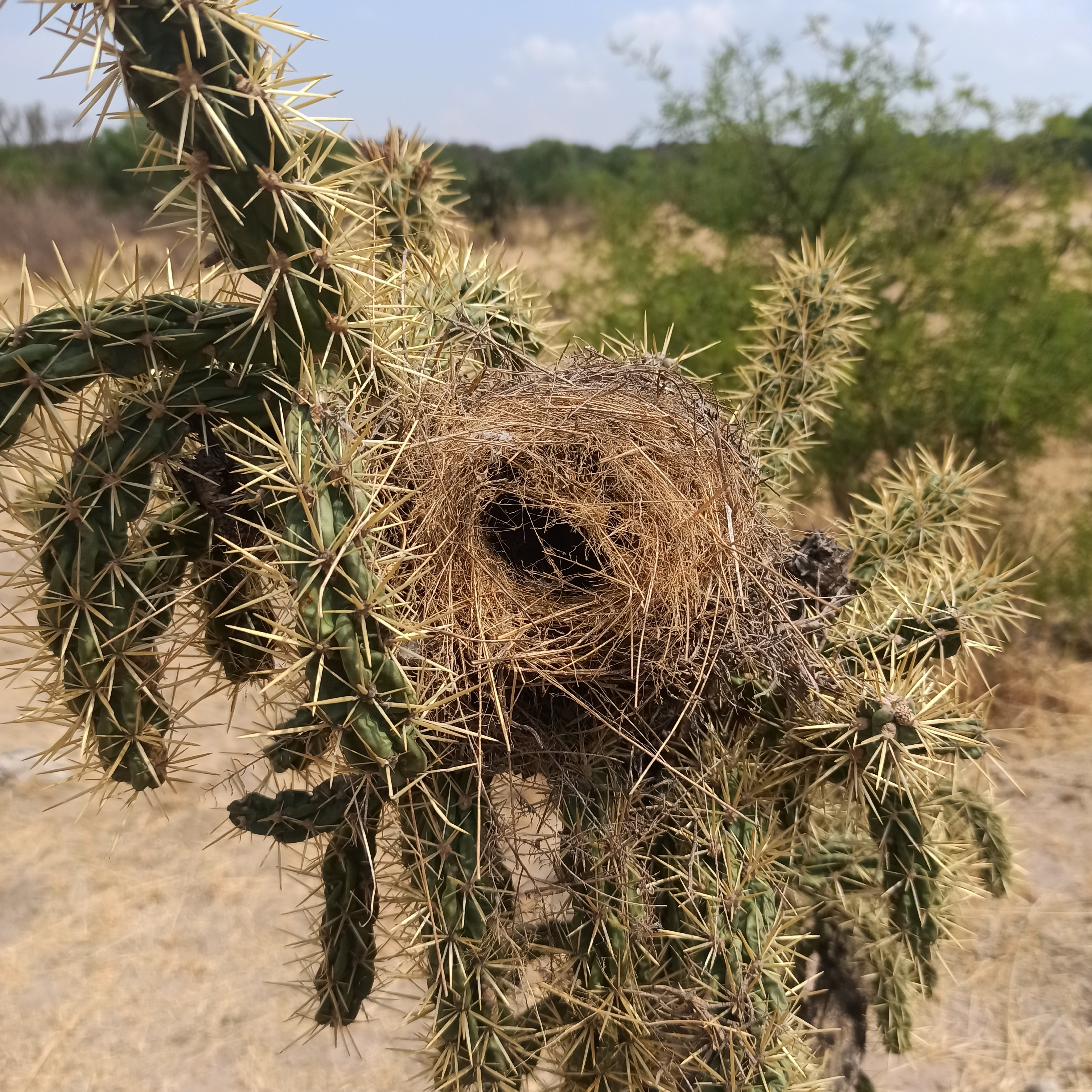
Ninho em um cacto Cylindropuntia imbricata mostrando a entrada em forma de tubo e a construção globosa solta.

A postura dos ovos não ocorre antes de 18 dias após a cópula, sendo março o auge da estação de postura. Em condições favoráveis, os ovos podem ser postos já em meados de janeiro, mas a postura é atrasada em altitudes mais elevadas. Chuvas sazonais intensas podem prolongar a reprodução: foram registrados filhotes em ninhos até agosto. As corruíras-dos-cactos geralmente põem três ou quatro ovos (embora já tenham sido registrados até sete), que são lisos e ovais, de cor branca a rosa pálido e cobertos de manchas marrons. Os ovos têm aproximadamente 23 mm × 17 mm e pesam em média 3,57 g. A postura dos ovos começa cerca de uma semana após a conclusão do ninho, com um ovo por dia sendo colocado pela manhã. A incubação leva cerca de 16 dias e é feita exclusivamente pelas fêmeas. Sabe-se que as corruíras destroem os ovos e os ninhos de outras aves próximas, mas não se envolvem nem sofrem de parasitismo de ninhada.
Os filhotes eclodem de forma assincrônica em um período de aproximadamente três dias. Os filhotes têm olhos fechados e são, em sua maioria, carecas, com manchas esparsas de penugem branca e felpuda. Eles são alimentados (principalmente com insetos) por ambos os pais. Os filhotes fazem vocalizações de súplica pelo menos a partir dos dois dias de idade, sendo que as vocalizações evoluem à medida que os filhotes envelhecem. Os filhotes dependem dos pais nas primeiras três semanas após a eclosão. Os filhotes abrem os olhos entre seis e oito dias, e as penas crescem a partir de oito dias após a eclosão. O comprimento da pena adulta é atingido após vinte dias. Os filhotes atingem o peso adulto após cerca de 38 dias e ganham independência entre 30 e 50 dias após a eclosão. Os filhotes podem permanecer no território dos pais por algum tempo após a fuga, mas serão expulsos na próxima estação de reprodução. Os filhotes que não saíram podem ajudar a cuidar de ninhadas sucessivas.

### Alimentação
A corruíra-dos-cactos é principalmente uma insetívora, embora também consuma sementes, frutas, néctar e até mesmo pequenos répteis. Elas são forrageadoras curiosas e reviram folhas e outros objetos no chão para encontrar alimentos. Embora se alimentem principalmente no solo, elas também se alimentam de plantas maiores. Alguns indivíduos aprenderam a comer insetos capturados em grades de radiadores de veículos. A alimentação começa no final da manhã. À medida que as temperaturas sobem, eles procuram áreas sombreadas para se alimentar em ambientes mais frios. Isso ocorre em parte para conservar água e se termorregular, mas também porque seus insetos são mais lentos e, portanto, mais fáceis de capturar em temperaturas frias. A corruíra-dos-cactos pode sobreviver como um verdadeiro xerófilo, existindo sem qualquer água livre, já que recebe quase toda a água de sua dieta. Comer frutos de cactos é uma importante fonte de água, e indivíduos foram vistos bebendo seiva de cactos de feridas infligidas por pica-paus-do-deserto [en]. As corruíras-dos-cactos também sugam o néctar das flores de saguaro e comem insetos presos nelas, servindo como polinizadores no processo. Os pais alimentam os filhotes com insetos inteiros, embora possam primeiro remover as asas ou as pernas. Um estudo descobriu que a necessidade calórica média de um filhote em desenvolvimento é de cerca de 15 gafanhotos de tamanho médio por dia.

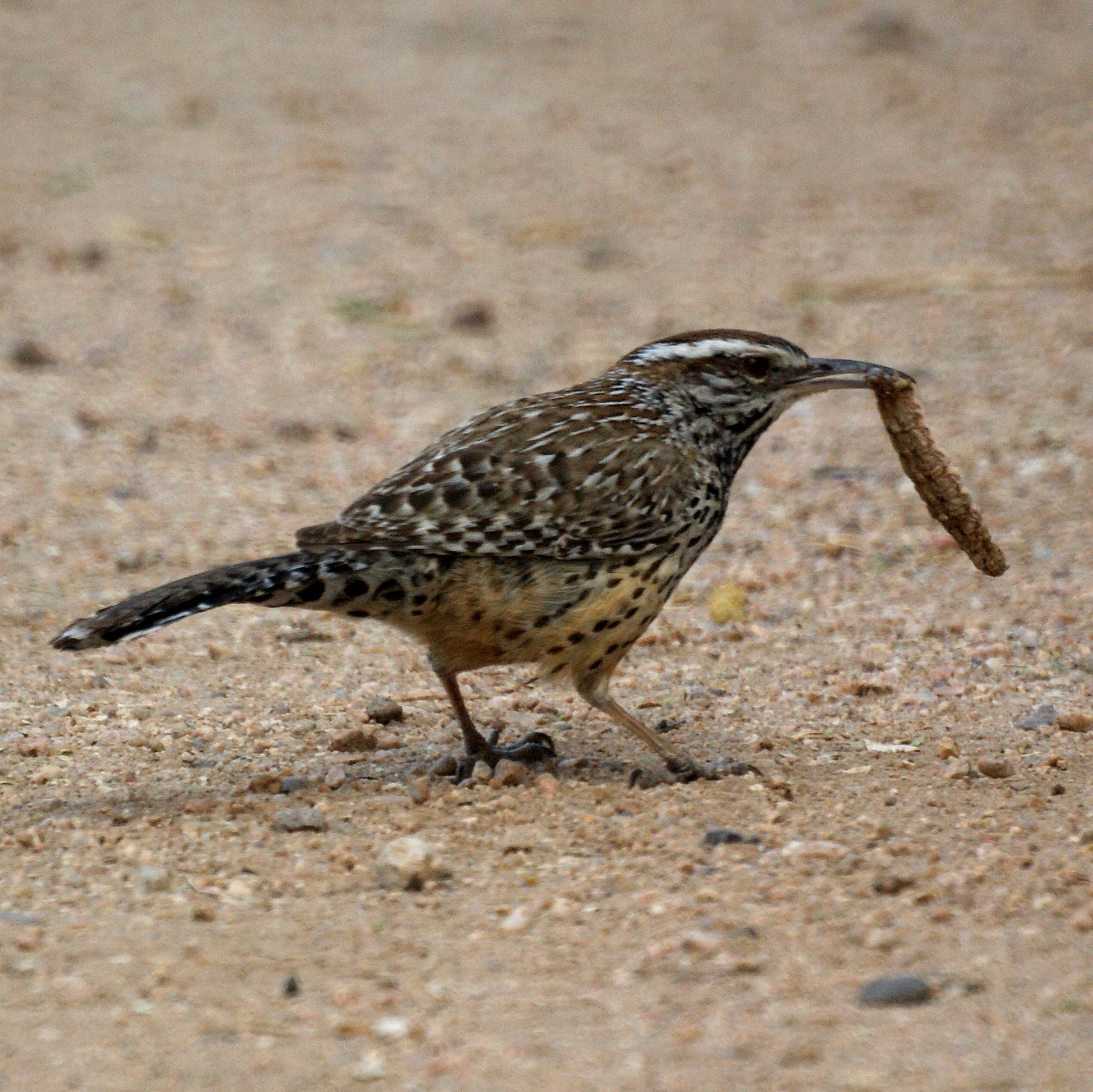
Com insetos recém-capturados, mostrando a preferência por alimentação no solo.
- Alimentando-se de uma flor de cacto saguaro em um ambiente urbano.

### Sobrevivência
Os ninhos construídos em cactos oferecem um grau de proteção aos filhotes; no entanto, mesmo em um cacto, os filhotes de corruíras são vulneráveis à predação por cobras  Masticophis flagellum. Quando ameaçados, observou-se que os filhotes nos ninhos tentavam se misturar ao ninho e se achatavam contra as paredes do ninho. Os adultos são predados por coiotes, raposas, gaviões, águias-de-cabeça-branca, gatos-domésticos e papa-léguas. Quando detectam predadores, as corruíras-dos-cactos geralmente atacam o predador e o repreendem vocalmente. Elas também podem perseguir predadores terrestres e intrusos. Os chamados de alarme do predador geralmente são um zumbido baixo ou, às vezes, um tek que é repetido. Em resposta às aves de rapina, os adultos podem tentar se aproximar do solo ou deixar os locais de chamada.
As corruíras-dos-cactos podem viver pelo menos cinco anos na natureza, mas a expectativa de vida média é de dois anos para os machos e de 1,3 anos para as fêmeas. O declínio ano após ano é alto, geralmente resultado de predação. Cerca de um terço das ninhadas que são postas a cada ano são perdidas. Os filhotes são mais vulneráveis à predação e, ocasionalmente, as aves adultas podem não conseguir levar todos os filhotes de volta aos locais de empoleiramento. Os filhotes deixados fora dos poleiros durante a noite enfrentam uma predação muito maior. A principal causa de morte dos filhotes parece ser a inanição devido à falta de experiência de forrageamento.
Diversos parasitas afetam a corruíra-dos-cactos. Um estudo sobre as corruíras-dos-cactos californianas mostrou que um parasita comum é o Avifilaris (um tipo de verme parasita microfilária), que é transmitido por insetos que picam. Pouco se sabe sobre o ciclo de vida dos vermes, além do fato de que eles não são transmissíveis aos seres humanos. As espécies de Leucocytozoon [en] também afetam a corruíra, embora a prevalência e os efeitos não sejam bem conhecidos. O mesmo estudo constatou que a Neoschoengastia americana, a larva do peru, afeta as aves no final do verão e início do outono. Os minúsculos insetos que picam causam lesões na pele, mas podem não causar danos ao hospedeiro, exceto em grandes quantidades.

As corruíras-dos-cactos compartilham uma área semelhante à do debulhador-de-bico-curvo, bem como o Cylindropuntia fulgida [en], uma planta favorita para ambas as espécies fazerem seus ninhos. Por esse motivo, os conflitos interespecíficos são frequentes. As brigas por comida são raras, mas as brigas para proteger os filhotes são acirradas. Eles se esforçam vigorosamente para destruir os ninhos uns dos outros, embora, em geral, apenas os ninhos de empoleiramento, e não os ninhos de reprodução, sejam destruídos. Apesar disso, as ninhadas de debulhadores-de-bico-curvo e de corruíras-dos-cactos podem ser criadas simultaneamente e com sucesso, mesmo a metros de distância uma da outra. Estudos observaram uma distância mínima de 20 centímetros entre os ninhos (nenhum ninho foi destruído pelo outro durante toda a temporada), embora as distâncias médias entre os ninhos interespecíficos tenham sido bem superiores a 30 metros. A destruição de ninhos quase sempre não é bem-sucedida e é menos intensa durante a época de reprodução, pois ambas as espécies defendem com firmeza seus próprios ninhos. Quando a época de acasalamento diminui e os filhotes emergem, a competição se torna mais acirrada.

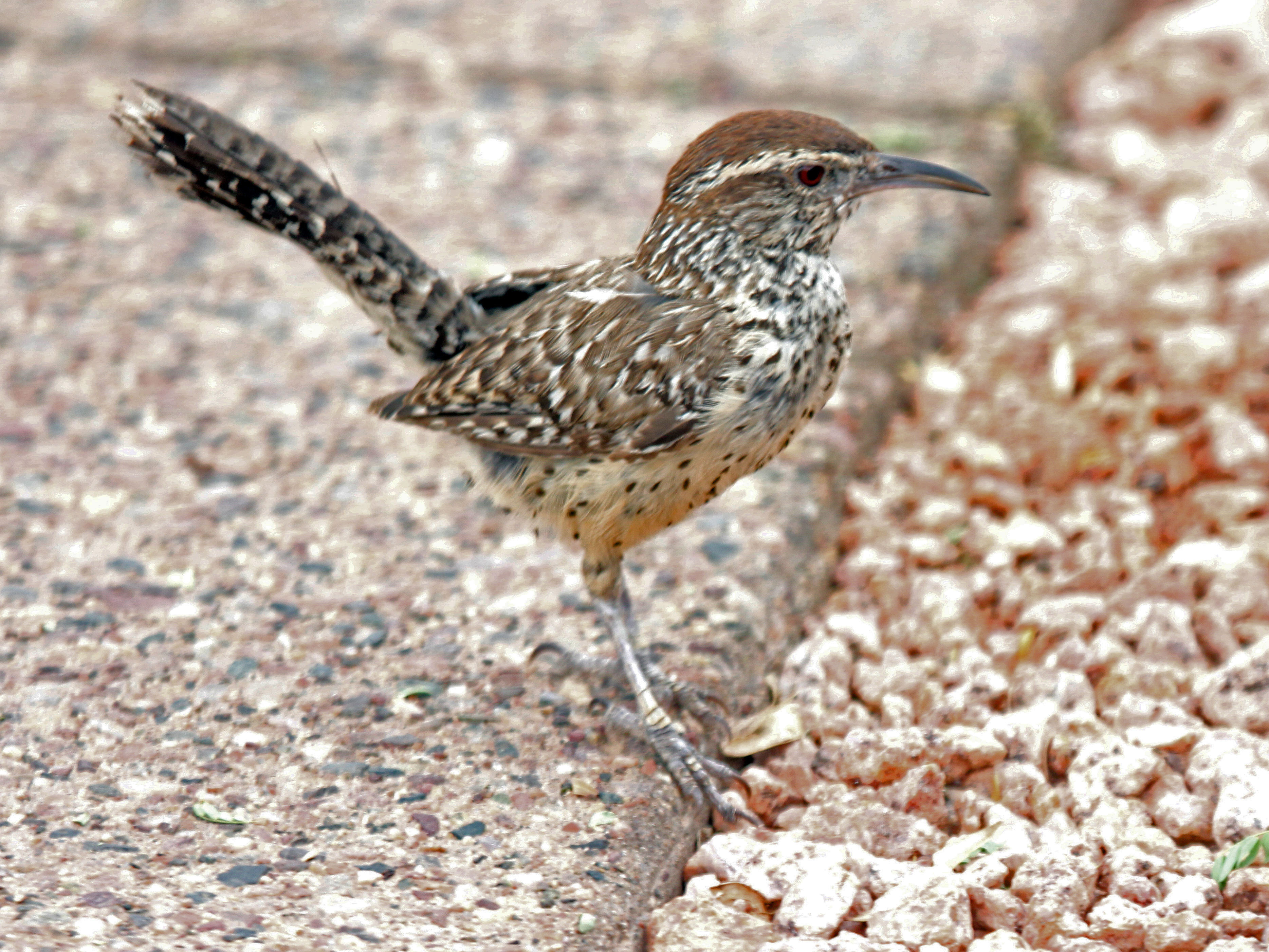
Filhote em uma calçada.
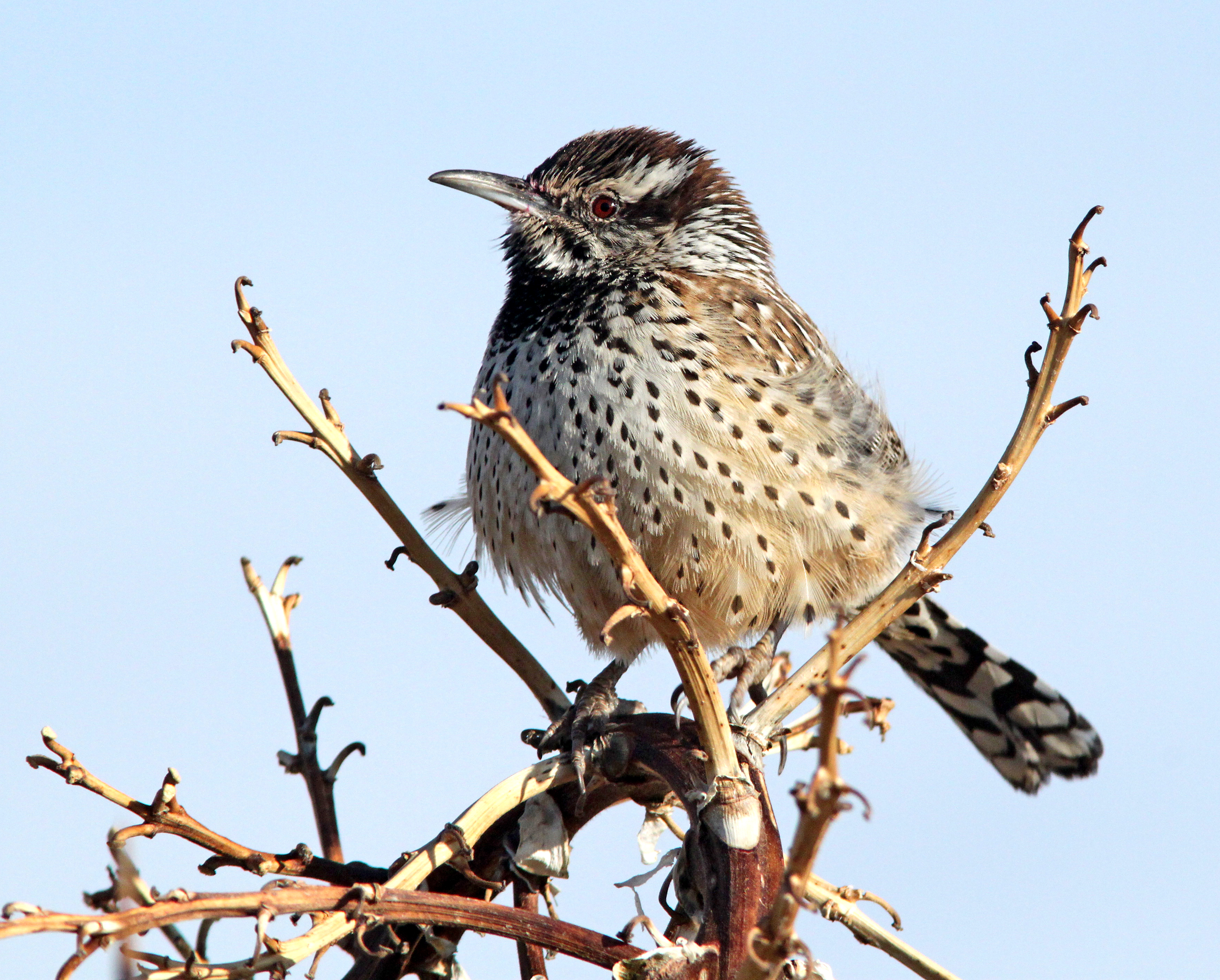
Qualquer poleiro alto, não apenas os cactos, pode servir de refúgio contra predadores terrestres.

## Relação com os seres humanos
A corruíra-dos-cactos é a ave do estado do Arizona, assim designada em 16 de março de 1931 pela Legislatura do Estado do Arizona [en] no Projeto de Lei 128 da Câmara. O projeto de lei designa especificamente a subespécie C. b. couesi como a ave do estado e se refere à ave como “corruíra-dos-cactos” e “corruíra-dos-cactos de Coues”. O homônimo da subespécie, Elliott Coues, serviu como cirurgião em Fort Whipple, no Arizona, de 1864 até pelo menos 1871, e novamente em 1880, e esteve envolvido em pesquisas sobre a natureza do Território do Arizona.

## Status de conservação
A corruíra-dos-cactos é abundante na maior parte de sua área de distribuição nativa, embora seu número possa estar diminuindo no Texas e no sul da Califórnia. A União Internacional para a Conservação da Natureza classifica sua população como “decrescente”, mas classifica o status de conservação da espécie como pouco preocupante. As estimativas atuais da população colocam a espécie em cerca de sete milhões de indivíduos, com um pouco mais da metade no México e o restante nos Estados Unidos. As populações diminuíram em 55% entre 1966 e 2015. Esse declínio não foi consistente em toda a área de distribuição: As populações dos EUA diminuíram mais do que as mexicanas, mas localmente - como em Nevada, Novo México e no deserto de Chihuahua - as populações aumentaram. As populações do Texas enfrentaram os declínios mais acentuados, seguidas pelo Arizona e pela Califórnia.
As populações costeiras do sul da Califórnia enfrentam ameaças devido à perda de habitat em decorrência do desenvolvimento suburbano. As populações foram altamente fragmentadas devido à urbanização, o que pode levar à diferenciação genética entre populações isoladas e ameaçar a viabilidade geral da espécie. Espécies semelhantes (como a carriça-do-chaparral [en] e a  corruíra-de-rabo-preto) que fazem ninhos em matas de sálvia-costeira enfrentaram altos níveis de extinção local. A subespécie californiana C. b. sandiegensis foi solicitada para ser listada como ameaçada de extinção em 1990, mas não foi devido a disputas taxonômicas sobre se a C. b. sandiegensis era realmente distinta do restante da população de corruíras-dos-cactos. No entanto, a C. b. sandiegensis está listada como uma “Espécie de Preocupação Especial da Califórnia”.
Em toda a área de distribuição da corruíra-dos-cactos, a fragmentação do habitat é um grande problema. As populações urbanas enfrentaram declínios especialmente acentuados. A degradação do habitat na borda da interface habitat/urbano levou à perda geral da população. Estudos demonstraram que o fogo tem um grande impacto sobre as corruíras-dos-cactos devido à sua territorialidade, com populações persistindo apenas em bolsões não afetados pelo fogo. Esses problemas são agravados pela capacidade aparentemente fraca de dispersão da corruíra-dos-cactos: cada geração subsequente geralmente não viaja muito para estabelecer um território. A maioria dos jovens, uma vez expulsos do território de seus pais, geralmente estabelece seu novo território diretamente adjacente ao de seus pais. Outros problemas incluem gramíneas invasoras, que ocupam um valioso espaço de forrageamento, já que a corruíra forrageia principalmente em áreas abertas. Os gatos-domésticos também abocanham uma grande proporção de aves em ambientes urbanos. Apesar das ameaças que enfrenta, a corruíra-dos-cactos tem se mostrado adaptável, especialmente às modificações humanas. Ela pode sobreviver em ambientes degradados desde que o habitat adequado para o ninho, como o cacto-espinhoso, permaneça.